# 基諾·波斯特
基諾·丹尼斯·波斯特（1992年9月4日—）為加拿大男子籃球運動員。波斯特的父親是牙買加人，母親為加拿大人，波斯特成長於牙買加內格里爾和格瑞那達的海灘，整天從事游泳、跑步、踢足球，搬到加拿大不列颠哥伦比亚省維多利亞以後，波斯特不再對運動感到興趣，則是沉迷在電動遊戲的世界當中，之後在母親的堅定語氣下波斯特前往籃球場與兄弟一同打籃球。波斯特就讀橡樹灣高中一年後來到西風預備學校，在效力西南伊利诺伊学院兩個球季後波斯特承諾入讀密苏里大学。2013年4月波斯特正式與密苏里大学簽約。在密苏里大学的第一年波斯特出賽了30場，其中3場先發，場均表現為1.5分和1.7籃板。
2018年夏天波斯特代表加拿大參加瓊斯盃。2021年8月東京八王子蜜蜂列車宣布已與波斯特完成簽約。同年9月東京八王子蜜蜂列車宣布波斯特因為違約，球隊已終止合約。2022年2月波斯特加盟SBL超級籃球聯賽台灣啤酒。

## 外部連結
- 基諾·波斯特在fiba.basketball（英语）
- 基諾·波斯特在Sports-Reference.com（NCAA）（英语）
- 基諾·波斯特在Eurobasket.com（球員）（英语）
- 基諾·波斯特在Proballers（英语）
- 基諾·波斯特在RealGM（英语）